# Patrick Clifford
Patrick Alan Clifford (Dublin, 31 augustus 1938 – aldaar, 24 augustus 2016), was een darter uit Ierland.

## Carrière
Clifford bereikte de Laatste 16 van het World Professional Darts Championship 1978 en verloor van Rab Smith de Schotland met 6-0.

## Resultaten op wereldkampioenschappen

### BDO
- 1978: Laatste 16: (verloren van Rab Smith 0-6)

### WDF
- 1977: Laatste 32: (verloren van Eric Bristow)